# Старий Коцин
Старий Коцин (пол. Stary Kocin) — село в Польщі, у гміні Миканув Ченстоховського повіту Сілезького воєводства.
Населення — 547 осіб (2011).
У 1975-1998 роках село належало до Ченстоховського воєводства.

## Демографія
Демографічна структура станом на 31 березня 2011 року:
|          | Загалом | Допрацездатний вік | Працездатний вік | Постпрацездатний вік |
| -------- | ------- | ------------------ | ---------------- | -------------------- |
| Чоловіки | 273     | 52                 | 198              | 23                   |
| Жінки    | 274     | 47                 | 164              | 63                   |
| Разом    | 547     | 99                 | 362              | 86                   |